# Spheterista variabilis
Spheterista variabilis là một loài bướm đêm thuộc họ Tortricidae. Nó là loài đặc hữu của Molokai và Maui.
Ấu trùng có thể ăn các loài Cheirodendron.